# Nápoly VI. kerülete
Nápoly VI. kerületét a következő városnegyedek alkotják:

## Barra
Barra Nápoly egyik keleti városnegyede kb. 40 000 lakossal. Ez a negyed is megszenvedte a város keleti részét sújtó szervezett bűnözési hullámot. Történelmileg, egyike volt a Bourbon-ház uralkodása alatt (17. század) kiépült vezúvi városnegyedeknek. Miután jelentős ipar is koncentrálódik ebben a negyedben a második világháború során súlyos bombatámadások érték. 

## Ponticelli
Ponticelli Nápoly egyik keleti városnegyede kb 55 000 lakossal. Ebben a negyedben él a legtöbb illegális bevándorló, ezért lakosainak számát lehetetlen pontosan felbecsülni. A negyedet a második világháború idején csatolta a városhoz a fasiszta vezetés. Barrához hasonlóan, Ponticellire is rányomta bélyegét a szervezett bűnözés.

## San Giovanni a Teduccio
San Giovanni a Teduccio Nápoly keleti tengerpartján fekszik. Lakosainak száma kb. 30 000-re tehető. Ponticellivel egyidőben, a második világháború során csatolta a városhoz a fasiszta vezetés. Itt található a Pietrarsa vasúttörténeti múzeum. 